# Rödkronad kardinal
Rödkronad kardinal (Habia rubica) är en fågel i familjen kardinaler inom ordningen tättingar.

## Utseende och läte
Rödkronad kardinal är en 17–19 cm lång mestadels brunröd tangaraliknande kardinal med kraftig näbb och avsaknad av en tydlig huvudtofs. Den är mycket lik rödstrupig myrkardinal, men är något ljusare och mer enfärgad i fjäderdräkten, utan en tydligt kontrasterande svart ögonmask hos hanen och hos honan beigefärgad strupe. Även lätena skiljer sig, ljusa och gnissliga, helt olikt rödstrupiga myrkardinalens låga och raspiga. 

## Utbredning och systematik
Rödkronad kardinal delas in i 17 underarter med följande utbredning:
- rubicoides-gruppen
  - Habia rubica holobrunnea – subtropiska delar av östra Mexiko (södra Tamaulipas till Veracruz och norra Oaxaca)
  - Habia rubica rosea – stillahavssluttningen i sydvästra Mexiko (Nayarit och Jalisco i Guerrero)
  - Habia rubica affinis – stillahavssluttningen i södra Mexiko (Oaxaca)
  - Habia rubica nelsoni – sydöstra Mexiko (Yucatánhalvön norr om södra Campeche)
  - Habia rubica rubicoides – södra Mexiko (Puebla och östra Veracruz) till norra Nicaragua
  - Habia rubica alfaroana – nordvästra Costa Rica (Guanacastehalvön i provinserna Guanacaste och Puntarenas)
  - Habia rubica vinacea – stillahavssluttningen från egentliga Costa Rica (Nicoyahalvön) till östra Panama
- rubra-gruppen
  - Habia rubica rubra – Trinidad
  - Habia rubica crissalis – kustbergen i nordöstra Venezuela (Anzoátegui till Sucre)
  - Habia rubica mesopotamia – Venezuela (Yuruánfloden region i östra Bolívar)
  - Habia rubica perijana – Sierra de Perija (gränsen Colombia/Venezuela)
  - Habia rubica coccinea – östra foten av östra Anderna i norra och centrala Colombia och västra Venezuela
  - Habia rubica rhodinolaema – sydöstra Colombia öster om Anderna till nordöstra Peru och nordvästligaste Brasilien
  - Habia rubica peruviana – tropiska östra Peru, centrala Bolivia och angränsande västra Brasilien
  - Habia rubica hesterna – centrala Brasilien söder om Amazonas till norra Mato Grosso
- rubica-gruppen
  - Habia rubica bahiae – tropiska östra Brasilien (Bahia)
  - Habia rubica rubica – sydöstra Brasilien (södra Minas Gerais) till östra Paraguay och nordöstra Argentina

Rödkronad kardinal delade tidigare släktet Habia med myrkardinalerna numera i Driophlox, då med det svenska trivialnamnet röd myrkardinal. Genetiska studier visar dock att rubica står närmare kardinalerna i Chlorothraupis. Det svenska namnet har justerats för att betona att den inte står nära myrkardinalerna.

### Familjetillhörighet
Släktet Habia placerades tidigare i familjen tangaror (Thraupidae). DNA-studier har dock visat att de egentligen är tunnäbbade kardinaler.

## Levnadssätt
Rödkronad kardinal hittas i tropiska och subtropiska skogar och skogslandskap. Den ses vanligen på medelhög höjd i undervegetationen i små grupper som domineras av honfärgade fåglar. Fågeln följer svärmar av vandringsmyror för att fånga föda som myrorna skrämmer upp. Den påträffas då ofta jämsides med rödstrupig myrkardinal, men tenderar att hålla sig något högre upp i vegetationen.

## Status och hot
Arten har ett stort utbredningsområde, men tros minska i antal, dock inte tillräckligt kraftigt för att den ska betraktas som hotad. Internationella naturvårdsunionen IUCN listar arten som livskraftig (LC). Beståndet uppskattas till i storleksordningen fem till 50 miljoner vuxna individer.